# イェホル・ヤルモリュク
イェホル・ヤルモリュク（ウクライナ語: Єгор Романович Ярмолюк, ラテン文字転写: Yehor Romanovych Yarmolyuk, 2004年3月1日 - ）は、ウクライナのプロサッカー選手。U-21ウクライナ代表。ブレントフォードFC所属。ポジションはミッドフィールダー。

## 経歴

### クラブ
ドニプロペトロウシク州の3クラブの下部組織で育ち、2019年5月、15歳でウクライナ・プレミアリーグのドニプロ-1と3年契約を交わした。2019-20シーズンの後半には、トップチームでリーグ戦2試合に出場するほどに成長を遂げた。2試合目はスターティングメンバーとして出場し、16歳140日での先発出場はクラブ史上最年少、ウクライナ・プレミアリーグ全体でもセルゲイ・ペルフンに次いで2番目に若い記録となった。2020年10月、新たに3年契約を交わした。2020-21シーズンは出場機会を増やし、2021-22シーズンも活躍していたが、ロシアによるウクライナ侵略により、リーグは中止を余儀なくされた。2021年9月22日、ウクライナ・カップ4回戦でプロ初ゴールを記録した。
2022年7月14日、3年契約（さらに1年のオプションつき）でプレミアリーグのブレントフォードに移籍。ブレンドフォードでのキャリアはBチームからのスタートとなるが、シーズン開幕前の親善試合にはトップチームで2試合に途中出場した。10月29日、プレミアリーグのウルヴァーハンプトン・ワンダラーズ戦で初めてメンバー登録されベンチ入りしたが、交代出場の機会はなく、試合は1-1で引き分けた。

### 代表
2019年からウクライナの世代別代表に選出されている。2021年、16歳146日でU-21ウクライナ代表として出場し、これはドミトロ・チグリンスキーに次いで2番目に若い記録となった。

## 個人成績

### クラブ
| 国内大会個人成績 | 国内大会個人成績 | 国内大会個人成績 | 国内大会個人成績 | 国内大会個人成績 | 国内大会個人成績 | 国内大会個人成績 | 国内大会個人成績 | 国内大会個人成績 | 国内大会個人成績 | 国内大会個人成績 | 国内大会個人成績 |
| 年度             | クラブ           | 背番号           | リーグ           | リーグ戦         | リーグ戦         | リーグ杯         | リーグ杯         | オープン杯       | オープン杯       | 期間通算         | 期間通算         |
| 年度             | クラブ           | 背番号           | リーグ           | 出場             | 得点             | 出場             | 得点             | 出場             | 得点             | 出場             | 得点             |
| ウクライナ       | ウクライナ       | ウクライナ       | ウクライナ       | リーグ戦         | リーグ戦         | リーグ杯         | リーグ杯         | ウクライナ杯     | ウクライナ杯     | 期間通算         | 期間通算         |
| ---------------- | ---------------- | ---------------- | ---------------- | ---------------- | ---------------- | ---------------- | ---------------- | ---------------- | ---------------- | ---------------- | ---------------- |
| 2019-20          | ドニプロ-1       | 14               | プレミアリーグ   | 2                | 0                | -                | -                | 0                | 0                | 2                | 0                |
| 2020-21          | ドニプロ-1       | 14               | プレミアリーグ   | 9                | 0                | -                | -                | 1                | 0                | 10               | 0                |
| 2021-22          | ドニプロ-1       | 14               | プレミアリーグ   | 7                | 0                | -                | -                | 2                | 1                | 9                | 1                |
| イングランド     | イングランド     | イングランド     | イングランド     | リーグ戦         | リーグ戦         | FLカップ         | FLカップ         | FAカップ         | FAカップ         | 期間通算         | 期間通算         |
| 2022-23          | ブレントフォード | 36               | プレミアリーグ   | 0                | 0                | 1                | 0                | 0                | 0                | 1                | 0                |
| 通算             | ウクライナ       | ウクライナ       | プレミアリーグ   | 18               | 0                | -                | -                | 3                | 1                | 21               | 1                |
| 通算             | イングランド     | イングランド     | プレミアリーグ   | 0                | 0                | 1                | 0                | 0                | 0                | 1                | 0                |
| 総通算           | 総通算           | 総通算           | 総通算           | 18               | 0                | 1                | 0                | 3                | 1                | 22               | 1                |

## タイトル

### 個人
- ウクライナサッカー連盟 U-15最優秀アタッカー（2019）[12]